# Teckomatorp
Teckomatorp est une localité suédoise située dans la commune de Svalöv en Scanie.
Sa population était de 1 888 habitants en 2019.